# 十河太朗
十河 太朗（そごう たろう、1965年11月7日 - ）は、日本の法学者（刑法）。同志社大学大学院司法研究科（法科大学院）教授、同研究科長。博士（法学）（同志社大学・論文博士・2010年）。

## 人物
大谷實に師事。愛媛大学法文学部助教授、同志社大学大学院司法研究科助教授を経て、現職。同大学教授の梶山玉香は妻にあたる。

## 学歴
- 1988年 同志社大学法学部卒業。
- 1995年 同志社大学大学院法学研究科博士後期課程中退。

## 著書

### 共著
- 『エッセンシャル法学』（成文堂）
- 『判例講義 刑法1、2』（悠々社）
- 『基本刑法I、II』（日本評論社）